# مائواتانانا (دیانا)
مائواتانانا (انگلیسی: Maevatanana, Diana) یک منطقهٔ مسکونی در ماداگاسکار است که در دیانا واقع شده‌است.